# Locusta migratoria
Locusta migratoria  (Linnaeus, 1758) è un insetto ortottero della famiglia degli Acrididi. È l'unica specie del genere Locusta.

## Descrizione

### Neanide
Sono biancastre appena nate, diventano scure in poco tempo e attraverso più mute raggiungono lo stadio adulto in 40-50 giorni.
Lo sviluppo dal primo stadio larvale alla forma adulta avviene attraverso una metamorfosi di tipo incompleto: questo significa che le forme giovanili, appena uscite dall'uovo, hanno già l'aspetto dell'insetto adulto, salvo che per le dimensioni ridotte e per l'assenza di ali.

### Adulto
È un insetto di grossa taglia: la femmina raggiunge una lunghezza di 35–50 mm, il maschio è leggermente più piccolo (30–40 mm). La livrea è in genere marrone nei maschi mentre la femmina è di color verde. Il pronoto è carenato, le tegmine sono macchiettate di nero e le tibie posteriori presentano screziature rossastre.

## Biologia
La locusta è caratterizzata da due fasi: la fase migratrice (o gregaria) e la fase sedentaria (o solitaria).

## Tassonomia
Ne sono note differenti sottospecie:
- Locusta migratoria migratoria - diffusa in Asia centrale e occidentale ed in Europa, presente anche in Italia
- Locusta migratoria migratorioides - diffusa in Africa e Macaronesia
- Locusta migratoria capito - endemica del Madagascar
- Locusta migratoria manilensis - diffusa in Asia orientale

## Altre locuste
Con il nome comune di locusta si indicano anche altre specie di ortotteri dal comportamento gregario e migratorio tra cui:
- la locusta rossa (Nomadracis septemfasciata)
- la locusta australiana (Chortoicetes terminifera)
- la locusta del deserto americano (Schistocerca americana)
- la locusta del deserto (Schistocerca gregaria), probabilmente la più importante in termini di diffusione (Nordafrica, medio oriente, India) e capacità migratoria. Probabilmente è quella citata nelle Piaghe d'Egitto bibliche.
- la locusta delle Montagne Rocciose (Melanoplus spretus) diffusa nell'America del nord e scomparsa verso la fine del XIX secolo. Dichiarata estinta dal 1902.